# João Marcelino dos Santos Homem Aparício
João Marcelino dos Santos Homem Aparício (Setúbal, 2 de maio de 1719 — Ponta Delgada, 21 de Maio de 1782) foi o 22.º bispo da Diocese de Angra, governando-a de 1774 a 1782.

## Biografia
D. Frei João Marcelino era freire conventual da Ordem Militar de Santiago.
Depois de dois anos na situação de sede vacante por falecimento de D. António Caetano da Rocha, o anterior prelado de Angra, D. Frei João Marcelino foi sagrado em Lisboa a 24 de Fevereiro de 1774, mas não se dirigiu de imediato à sua diocese. Em vez disso enviou procuração ao arcediago Mateus Homem da Costa, que com cerimonial e presença do Senado da cidade e das comunidades religiosas, tomou posse da do bispado em seu nome. Apesar dessa posse, o cabido continuou no governo da diocese.
O novo bispo apenas fez entrada solene na sua Sé a 15 de Agosto de 1775, sendo confrontado de imediato com graves problemas resultantes da indisciplina do clero e das disputas e controvérsias em que o cabido se encontrava mergulhado.
Uma das suas primeiras acções depois de entrar na diocese foi oficiar, a 4 de Outubro de 1775, ao clero recomendando rigor na recolha e encaminhamento das esmolas destinadas à redenção dos cativos. Também tentou reviver o hábito da lutuosa, uma espécie de imposto eclesiástico já em desuso que consistia na oferta à Mitra do melhor móvel que os sacerdotes falecidos deixassem. Ainda no campo da disciplina eclesiástica, emitiu uma pastoral a 13 de Novembro de 1776 ordenando palestras e conferências em benefício da Igreja e proibiu a celebração eucarística sem a veste talar própria.
Em 1777 realizou uma visita pastoral à ilha do Faial no decurso da qual proibiu o repique de sinos que então se fazia aquando da entrada e saída dos juízes municipais na Matriz da Horta. Nas suas visitas pastorais criou alguns curatos.
Manteve uma intensa disputa com o corregedor, defendendo o antigo privilégio de o meirinho eclesiástico usar da vara branca. Depois de apelações para a Coroa, o bispo venceu o pleito.
Faleceu a 21 de Maio de 1782 durante uma visita pastoral à ilha de São Miguel. Foi sepultado na Matriz de Ponta Delgada, sendo mais tarde os seus ossos trasladados para a Sé Catedral de Angra.